# Warren Christie

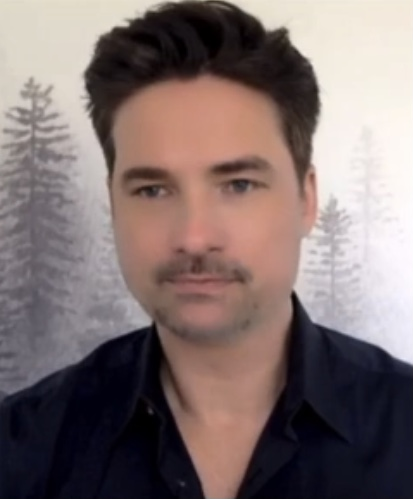
Warren Christie, 2023

Hans Warren Christie (* 4. November 1975 in Belfast, Nordirland) ist ein kanadischer Schauspieler britischer Abstammung.

## Leben
Warren Christie wurde zwar in Belfast geboren, siedelte jedoch mit seinen Eltern noch vor seinem zweiten Lebensjahr nach London im kanadischen Bundesstaat Ontario um. Während seines Studiums an der University of Windsor wurde sein Interesse an der Schauspielerei geweckt. Eine Schauspielkarriere zog er aber erst nach seinem Abschluss und seinem Umzug nach West Coast, einem Teil der Vancouver Island, in Betracht.
Sein Schauspieldebüt gab Christie 2001 in einer Folge der Serie Das Geheimnis von Pasadena. Es folgten zahlreiche Auftritte in Filmen und Serien, unter anderem in Lucky 7, Still Life, The Days, The L Word – Wenn Frauen Frauen lieben, Battlestar Galactica, Supernatural und Ghost Whisperer – Stimmen aus dem Jenseits. Von 2007 bis 2008 hatte er seine erste Hauptrolle. In der Serie October Road verkörperte er den Ray „Big Cat“ Cataldo. 2010 folgte eine größere Rolle in Happy Town sowie eine wiederkehrende Rolle in True Justice, welche er bis 2012 innehatte. Des Weiteren war er in Folgen von Flashpoint – Das Spezialkommando und Once Upon a Time – Es war einmal … zu sehen sowie in den Filmen Apollo 18 und Das gibt Ärger. Von 2011 bis 2012 hatte er wiederum eine Hauptrolle in der auf Syfy ausgestrahlten Serie Alphas inne. Es folgten Gastrollen in Arrow, King & Maxwell und Castle. Kurz nach dem Ende von Alphas wurde er für eine Hauptrolle in der Serie Motive verpflichtet.
Seit dem Jahr 2007 ist Warren Christie mit der Schauspielerin Sonya Salomaa verheiratet.

## Filmografie (Auswahl)
- 2001: Das Geheimnis von Pasadena (Pasadena, Fernsehserie, Folge 1x02)
- 2002: Twilight Zone (The Twilight Zone, Fernsehserie, Folge 1x25)
- 2003: Lucky 7
- 2003–2004: Still Life (Fernsehserie, 5 Folgen)
- 2004: The Days (Fernsehserie, 4 Folgen)
- 2005: The L Word – Wenn Frauen Frauen lieben (The L Word, Fernsehserie, 3 Folgen)
- 2005: Battlestar Galactica (Fernsehserie, 2 Folgen)
- 2006: Supernatural (Fernsehserie, Folge 1x20)
- 2007: Ghost Whisperer – Stimmen aus dem Jenseits (Ghost Whisperer, Fernsehserie, Folge 2x20)
- 2007–2008: October Road (Fernsehserie, 19 Folgen)
- 2009: Shark Attack – Sie lauern in der Tiefe! (Malibu Shark Attack)
- 2010: Happy Town (Fernsehserie, 6 Folgen)
- 2010–2012: True Justice (Fernsehserie, 14 Folgen)
- 2011: Flashpoint – Das Spezialkommando (Flashpoint, Fernsehserie, Folge 3x07)
- 2011: Apollo 18
- 2011: Once Upon a Time – Es war einmal … (Once Upon a Time, Fernsehserie, Folge 1x01)
- 2011–2012: Alphas (Fernsehserie, 24 Folgen)
- 2012: Das gibt Ärger (This Means War)
- 2012: Arrow (Fernsehserie, Folge 1x06)
- 2013: King & Maxwell (Fernsehserie, Folge 1x03)
- 2013: Castle (Fernsehserie, Folge 6x02)
- 2014–2015: Girlfriends’ Guide to Divorce (Fernsehserie, 7 Folgen)
- 2014–2016: Motive (Fernsehserie, 27 Folgen)
- 2015: Chicago Fire (Fernsehserie, 7 Folgen)
- 2016: Eyewitness (Fernsehserie, 10 Folgen)
- 2017: The Exorcist (Fernsehserie, 2 Folgen)
- 2017: Cocaine Godmother
- 2018: Atlanta Medical (The Resident, Fernsehserie, 6 Folgen)
- 2019: The Village (Fernsehserie, 10 Folgen)
- 2020–2021: Batwoman (Fernsehserie, 2 Folgen)
- 2021: Abseits des Lebens (Land)
- 2023: The Nanny’s Secrets (The Watchful Eye, Fernsehserie, 10 Folgen)